# Bauhinia erythrocalyx
Bauhinia erythrocalyx är en ärtväxtart som beskrevs av Richard P. Wunderlin. Bauhinia erythrocalyx ingår i släktet Bauhinia och familjen ärtväxter. Inga underarter finns listade i Catalogue of Life.